# DTP (szczepionka)

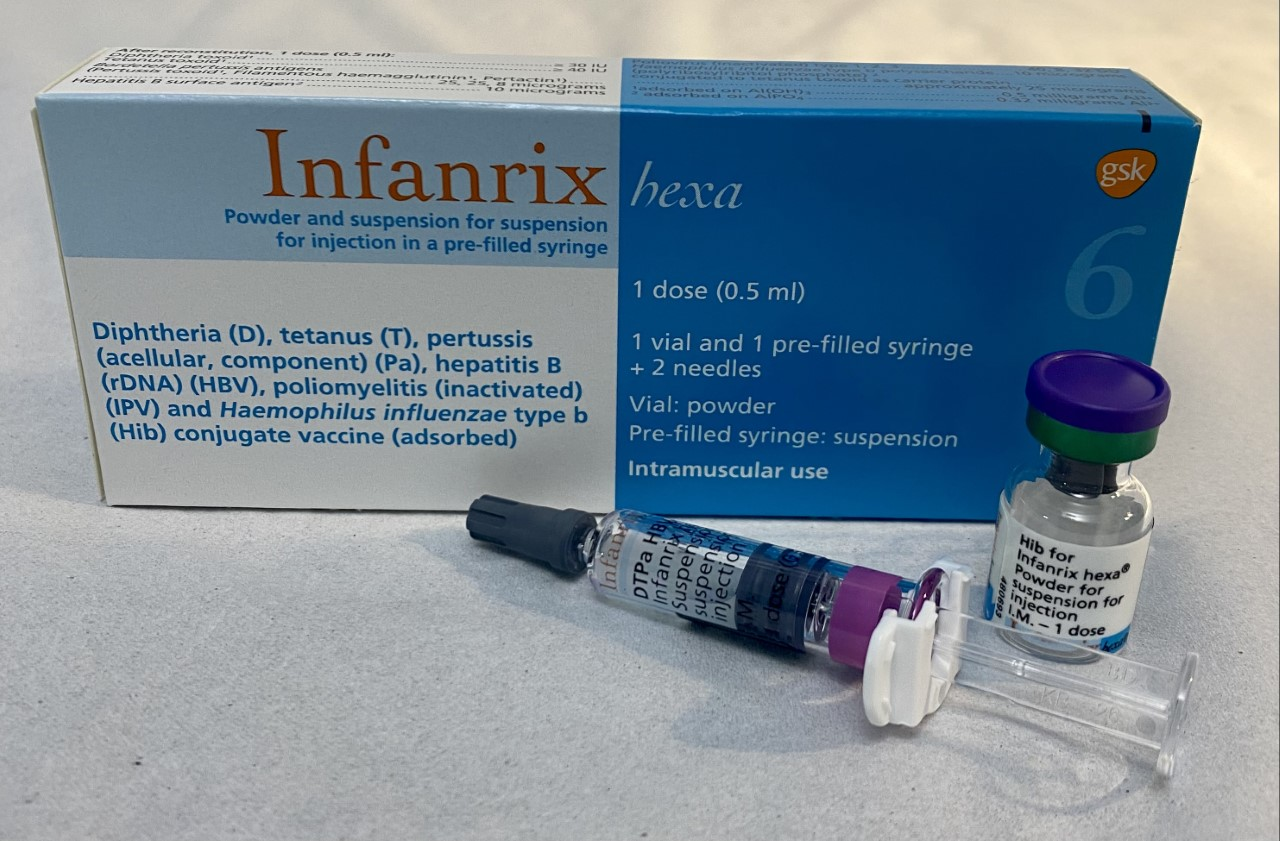
Skojarzona 6-składnikowa szczepionka (chroni również przed polio, WZW typu B i zapaleniem opon mózgowo-rdzeniowych)

DTP (ang. DPT, Di-Per-Te lub DTP, Di-Te-Per) – skojarzona szczepionka przeciwko błonicy (Diphtheria) powodowanej przez maczugowca błonicy (Corynebacterium diphtheriae), krztuścowi (Pertussis) wywoływanemu przez Bordetella pertussis i tężcowi (Tetanus) wywoływanemu przez laseczkę tężca (Clostridium tetani). Jej składowe to:
- anatoksyna błonicza
- zabite, otoczkowe bakterie Bordetella pertussis
- anatoksyna tężcowa

W przypadku przeciwwskazań do podania szczepionki pełnokomórkowej można stosować szczepionkę zawierającą acelularne (bezkomórkowe) antygeny krztuśca – DTPa.
Szczepionkę DTP opatentowano w 1949.

## Podobne szczepionki
Szczepionka pozbawiona składowej krztuścowej nosi nazwę DiTe (diphtheria-tetanus). Istnieje również skojarzona 5-składnikowa szczepionka DTPa-IPV-Hib (chroniąca dodatkowo przed polio i zapaleniem opon mózgowo-rdzeniowych). Jej bezpieczeństwo było obiektem badań. Podanie wspomnianej szczepionki nie zwiększa ryzyka wystąpienia padaczki w pierwszych latach życia. W dniu podania pierwszej i drugiej dawki DTPa-IPV-Hib (w 3. i 5. miesiącu życia) zaobserwowano częstsze występowanie drgawek gorączkowych, jednak ryzyko ich wystąpienia było bardzo małe (mniej niż 1 na 25 tys. przypadków).

## Skutki uboczne
W badaniach nie znaleziono związku między zawartym w szczepionce DTP tiomersalem a autyzmem. W 1993 badano silne reakcje organizmu po podaniu szczepionki DTP u 60 dzieci. U 32 wystąpiły tylko napady drgawkowe, u tylko 14 epizody hipotoniczno-hiporeaktywne
(HHE — Hypotonic-Hyporesponsive Episode); u pozostałych dzieci stwierdzono gorączkę, nieutulony płacz lub nieutulony płacz z drgawkami. Dzieci, u których wystąpiły drgawki, miały już podobne przypadki w rodzinie. Zaobserwowane drgawki były podobne do drgawek gorączkowych. Nie stwierdzono związku między toksyną tężcową zawartą w szczepionce a powikłaniami po szczepieniach u badanych dzieci.